# 兴国寺 (秦安)
34°51′40″N 105°40′04″E / 34.86111°N 105.66778°E
兴国寺位于中国甘肃省天水市秦安县兴国镇北街，又名兴谷寺，俗称官寺，现为秦安县博物馆所在地，1996年被列为第四批全国重点文物保护单位。
兴国寺坐东朝西，占地2204平方米，中轴线上由西至东有山门、天王殿、钟楼、鼓楼和般若殿等建筑。般若殿为主体建筑，面阔三间（11.7米），进深二间（8米），高7米，单檐歇山顶。1974年在殿墙中发现“元至顺建”题记木牌，故可知兴国寺的建筑年代。